# Tryfon (męczennik)
Święty Tryfon (cs. Святой мученик Трифон; ur. na początku III wieku we wsi Kampsada w Azji Mniejszej, zm. 250 w Nicei) – męczennik chrześcijański, święty Kościoła katolickiego i prawosławnego.

## Żywot świętego
Pochodził z Frygii, urodził się we wsi Kampsada. Według tradycji od młodości posiadał dar uzdrawiania osób opętanych przez diabła i leczenia, zaś jego modlitwa uratowała jego rodzinną wieś od klęski głodu. Tryfon miał również uleczyć opętaną córkę cesarza rzymskiego Gordiana III, specjalnie zawezwany w tym celu do Nicei. Równocześnie propagował wiarę chrześcijańską wśród pogan, także po rozpoczęciu prześladowań jej wyznawców przez cesarza Trajana Decjusza. Z tego powodu został zatrzymany i poddany torturom: wbijano mu gwoździe w nogi, bito pałkami, przypalano rany. Wreszcie został skazany na ścięcie mieczem. Został stracony w Nicei w 250 roku. Miejscowi chrześcijanie chcieli pochować go w tym samym mieście, jednak święty miał ukazać im się i nakazać pogrzeb w rodzinnej wsi. Jego relikwie zostały przeniesione do Konstantynopola, a następnie do Rzymu.

## Kult
Wspomnienie liturgiczne św. Tryfona, w Kościele katolickim obchodzone jest 10 listopada.
Cerkiew prawosławna, jak i Kościół greckokatolicki, wspominają męczennika Tryfona 1/14 lutego, tj. 14 lutego według kalendarza gregoriańskiego. W dniu tym w Bułgarii obchodzone jest święto wina, zwane od imienia świętego Trifon Zarezan.

## Patronat
Patron miasta Kotor i Zatoki Kotorskiej w Czarnogórze. Wierni modlą się przez wstawiennictwo świętego w różnych intencjach. Proszą go o uleczenie z chrapania, by odpędził złe duchy, wypędził biesa, uchronił od czarowników i skutków ich działań. Modlą się też do niego w chwilach smutku oraz prosząc o pomoc w sprawach życia codziennego. Gospodarze widzą w nim obrońcę przed domowymi owadami, a ogrodnicy tego, który pomaga uchronić pola i sady od szkodników.
W Bitwie pod Lepanto Turcy zatopili galeon San Trifone di Cattaro (Św. Tryfon Kotorski) pod wenecką banderą (Święta Liga) i dowództwem Jeronima Bisantija (Girolamo Bisanti), który zginął wraz z chorwacką załogą z Perastu (dziś Czarnogóra).

## Ikonografia
W ikonografii święty przedstawiany jest jako młodzieniec bez zarostu, w przewieszonym przez ramię jasnoczerwonym płaszczu. Zależnie od ujęcia w dłoni trzyma laskę (służącą do wypasu zwierząt), białego ptaka (najczęściej sokoła) lub krzyż. Na terenach należących dawniej do Republiki Weneckiej przedstawiany z modelem kościoła i palmą męczeństwa w rękach.

## Legenda
Popularna moskiewska legenda mówi, że niegdyś sokolnik Iwana Groźnego, Tryfon Patrikeev, podczas polowania w wiosce Naprudnoje zgubił ukochanego carskiego białego sokoła, co wywołało gniew władcy. Sokolnik otrzymał polecenie znalezienia sokoła w ciągu 3 dni, w przeciwnym razie miał zapłacić za to z głową. Sokolnik spędził trzy dni na bezowocnych poszukiwaniach. Całkowicie zmęczony, modlił się żarliwie do swego niebiańskiego patrona, męczennika Tryfona, a następnie zasnął na brzegu Wielkiego Stawu. We śnie Tryfon ukazał się sokolnikowi z sokołem na ramieniu. Kiedy ten się obudził, ujrzał sokoła nieopodal. Wrócił z nim do władcy i został ułaskawiony. W miejscu, gdzie ukazał mu się Tryfon, sokolnik  postawił cerkiew.
Aleksy Tołstoj umieścił legendę w powieści "Książę srebrny" (1861).